# Collegiata di Santa Maria Maddalena (Atrani)
La collegiata di Santa Maria Maddalena è un edificio religioso di Atrani.

## Storia
Il culto di Santa Maria Maddalena ad Atrani, secondo gli studi più recenti, risulta risalire alla prima metà del XII secolo, mentre la Chiesa dedicata alla Santa fu eretta nel 1274 sui ruderi di un fortilizio medievale per iniziativa degli Atranesi, che vollero così ringraziare la propria Patrona per averli liberati dall'insediamento, nella città, di un manipolo di marinai alessandrini inviati da Manfredi il Normanno intorno al 1100: i marinai erano giunti nel paese per punire gli Atranesi, rei di essersi schierati con il Papa, nella lotta tra papato e impero.
Nel corso del tempo la chiesa ha subito notevoli interventi di restauro. Nel 1570, degradata ed in condizioni statiche molto precarie, fu sistemata grazie a fondi reperiti con particolari imposte sull'importazione di grano e sull'esportazione di manufatti. L'edificio subì un secondo intervento quasi un secolo più tardi, precisamente nel 1669. In quell'occasione fu riparata anche la sagrestia che fu munita di un contrafforte esterno.
La Chiesa eretta a Collegiata il 14 aprile del 1706 con bolla del Papa Clemente XI, a causa della popolazione ormai accresciuta, venne ingrandita ed abbellita nel 1753 mediante elargizioni di privati cittadini, oltre al contributo del reggimento municipale. Fu proprio in occasione di questi lavori che il fortilizio venne definitivamente abbattuto al fine di recuperare lo spazio necessario all'ampliamento.
In epoca recente fu rimodernata dall'architetto Lorenzo Casalbore di Salerno.

## Descrizione
Il tempio ha la particolarità di essere fornito di due transetti di cui uno è coperto con volte rivestite esternamente di maioliche, l'altro invece ha una copertura piana.
Tra le numerose statue, collocate nelle diverse cappelline laterali, e le tele sette/ottocentesche spiccano: La Madonna pastorella (preziosa scultura del 1789); L'Incredulità di San Tommaso (opera dell'artista cinquecentesco salernitano Andrea Sabatini). Sull'altare maggiore Maddalena tra i santi Sebastiano e Andrea di Giovanni Angelo D'Amato: parte di un polittico, la parte superiore, Resurrezione tra i santi Pietro e Paolo è custodita nella sacrestia.
La facciata della chiesa ritenuta dallo Schiavo «l'unico esempio di Rococò sulla Costa d'Amalfi», è stata restaurata attraverso interventi di risanamento e di ricostruzione, svoltisi nell'arco di tre anni e terminati nel giugno 2021.
Dalla terrazza della sagrestia (sempre secondo lo Schiavo) si domina il golfo di Salerno. Infine, lo svettante campanile, con il suo tufo bruno, si erge imponente ed altissimo.
I festeggiamenti in onore di Santa Maria Maddalena protettrice di Atrani, che si tengono il 22 luglio, si sono arricchiti a partire dal 2016 di importanti novità per l’intera Comunità Parrocchiale. 
Infatti, con lo scopo di restituire al popolo atranese il proprio patrimonio storico, culturale e religioso, il Comitato Festeggiamenti in carica, dopo svariati anni, ha riaperto uno stipo blindato all’interno della Chiesa Collegiata di Atrani, che ha riportato alla luce, oltre ad oggetti sacri e di valore, soprattutto alcuni resti ossei della Santa, ed un frammento della Santa Croce di Gesù.
Inoltre nel Luglio del 2025, in occasione della Festa Patronale, da parte del Direttore della Custodia delle Reliquie dell’ Arcidiocesi di Salerno, sono state donate alla  Comunità Parrocchiale di Atrani altre Reliquie di S. M. Maddalena, consistenti in filamenti di capelli, ossa ed un frammento del dito della Santa.
Nel 2018, si è riusciti inoltre a riportare alla luce anche un'opera lirica in tre atti, per secoli considerata perduta, intitolata: Dalla morte alla vita di Maria Maddalena, che gli Atranesi nel 1722, in onore della propria Patrona, commissionarono al musicista di scuola napoletana Leonardo Leo (il manoscritto originale, ritrovato presso un antiquario di Parigi, è custodito presso il Centro Studi e Documentazioni Leonardo Leo di San Vito dei Normanni). L'opera è stata eseguita proprio ad Atrani nel luglio del 2019.